# Caradrina melanura
Caradrina melanura är en fjärilsart som beskrevs av Alphéraky 1897. Caradrina melanura ingår i släktet Caradrina och familjen nattflyn. Inga underarter finns listade i Catalogue of Life.